# 비밀은 없어
《비밀은 없어》는 2024년 5월 1일부터 2024년 6월 6일까지 방송된 JTBC 수목 드라마이다.

## 기획의도
‘통제 불능 혓바닥 헐크’가 된 아나운서 송기백이 열정 충만 예능작가 온우주를 만나며 겪게 되는 유치하고 발칙한 인생 반전 코믹 멜로

## 제작진

### 제작사
- SLL, 키이스트

### 제작
- 김소정: TVING 《이재, 곧 죽습니다》, JTBC 수목 드라마 《나쁜 엄마》, JTBC 토일 드라마 《대행사》, JTBC 토일 드라마 《클리닝 업》, JTBC 금토 드라마 《부부의 세계》, JTBC 금토 드라마 《SKY 캐슬》, JTBC 금토 드라마 《밥 잘 사주는 예쁜 누나》, JTBC 금토 드라마 《품위있는 그녀》, tvN 수목 드라마 《간 떨어지는 동거》

### 극본
- 최경선

### 연출
- 장지연: JTBC 특집 드라마 《경로를 이탈하였습니다》(연출) 연출

## 등장 인물

### 주요 인물
- 고경표: 송기백 역 - 이미지 메이킹 외길 인생 삼십삼 년의 울트라FM아나운서 (아역: 이상준)
- 강한나: 온우주 역 - 시청률이 밥 먹여주는, 12년 차 예능작가. 세상 어떤 일에도 '안 괜찮은' 법이 없는, 투머치 긍정과 열정의 소유자. (아역: 오은서)
- 주종혁: 김정헌 역 - 현 최고 주가의 예능인, 국민 사위.

### 송기백 주변 인물
- 신정근: 송민수 역 - 기백의 아버지, 사업 실패의 아이콘. 넘어지면 일어나는 게 아니라, 일어나면 넘어지는 불운의 고장난 오뚝이. 유정의 남편.
- 강애심: 나유정 역 - 기백의 어머니, 민수의 아내.
- 황성빈: 송운백 역 - 기운풍 삼형제 중 둘째, 동네 헬스장 '다빠짐'의 사장. 민수와 유정의 둘째 아들.
- 이진혁: 송풍백 역 - 기운풍 삼형제 중 늦둥이 막내, 지방 소재 대학교 4학년. 민수와 유정의 막내아들.
- 고규필: 윤지후 역 - JBC 아나운서, 세상 누구에게도 속을 내보이지 못하고 사는 기백을 어릴 적부터 속속 들이 알고 있는 형이자, 직장 동료.

### 온우주 주변 인물
- 백주희: 온복자 역 - 미용실 <마담 온>의 원장님, 우주의 어머니. (아역: 한지효)
- 김새벽: 채연 역 - JBC 예능국 PD, 사람 좋아하고, 아이템이라면 자다가도 벌떡 일어나는 타고난 방송쟁이.
- 이봄소리: 이하영 역 - 돌아온 탕아, 온우주 작가팀의 세컨작가.
- 이민구: 이민구 역 - 우주의 작가팀 청일점 서브작가, 알잘딱깔센의 모범. 자타공인 온우주의 오른팔.
- 파트리샤: 성이나 역 - 막내 작가, 우주가 메인작가로 있는 작가 팀의 막내작가.
- 박재준: 정구원 역 - 나이답지 않은 애어른, 동네의 힐링 요정, 말 그대로. 요정 같은 비밀을 가진 아이.

### 김정헌 주변 인물
- 김영주: 마미라 역 - Forever C&C 매니지먼트 본부 이사, 매니저 경력 20년 차의 베테랑.
- 홍서준: 김영원 역 - Forever C&C 대표, 대형기획사 Forever C&C 창업주이자 전 회장.

### 그 외 인물
- 이수미: 예능국장 역
- 오가빈: 해리 역
- 장원혁: 피엔 역
- 전재홍: 최내정 역
- 김지인: 최유영 역
- 한동희: 민초희 역
- 안소요: 조희선 역
- 이서신 : 루이킴 역
- 이상준 : 고등학생 송기백 역
- 이한익 : 고등학생 김정헌 역
- 한지효 : 젊은 온복자 역
- 오은서 : 어린 온우주 역
- 이도유재 : 온우주의 친엄마 역
- 최재섭 : 장구팔 역

### 특별출연
- 조한철: 김상진 역
- 권율: 김주호 역 - 신경외과 전문의, 우주의 맞선남
- 김원훈: 김성훈 역
- 홍비라: 이혜연 역
- 박재민: 박재민 역
- 박세미: 박세미 역
- 전상협: 김중일 역
- 한규원
- 곽범: 곽범 역
- 이순원: 김혁진 역
- 방은진 : 김정헌의 어머니 역
- 차미경 : 사장 역
- 공민정
- 남명렬 : 김정헌의 아버지 역

## 시청률
| 2024년 | 2024년   | 2024년         | 2024년       |
| 회차   | 방송일   | AGB 시청률     | AGB 시청률   |
| 회차   | 방송일   | 대한민국(전국) | 수도권(서울) |
| ------ | -------- | -------------- | ------------ |
| 제1회  | 5월 1일  | 1.982%         | 1.892%       |
| 제2회  | 5월 2일  | 2.022%         | 1.938%       |
| 제3회  | 5월 8일  | 1.360%         | -            |
| 제4회  | 5월 9일  | 1.622%         | -            |
| 제5회  | 5월 15일 | 1.452%         | -            |
| 제6회  | 5월 16일 | 1.416%         | -            |
| 제7회  | 5월 22일 | 1.280%         | -            |
| 제8회  | 5월 23일 | 1.422%         | -            |
| 제9회  | 5월 29일 | 1.260%         | -            |
| 제10회 | 5월 30일 | 1.204%         | -            |
| 제11회 | 6월 5일  | 1.299%         | -            |
| 제12회 | 6월 6일  | 1.075%         | -            |

## 같이 보기
- 대한민국의 텔레비전 드라마 목록 (ㅂ)
- 2024년 대한민국의 텔레비전 드라마 목록